# SOCAR Tower
La Torre SOCAR (en azerí: ARDNŞ-nin yeni inzibati binası) es un rascacielos ubicado en la avenida Heydar Aliyev de su capital, Bakú. El edificio es la sede de la SOCAR (Compañía Estatal de Petróleo de Azerbaiyán). La construcción comenzó en 2010 y terminó a fines de 2016. Es el edificio más alto de Azerbaiyán, y de todo el Cáucaso.
Diseñado por Arquitectos Heerim de Corea del Sur, el proyecto de dos torres se levanta sobre un podio dosel alargado como una serpiente en camino hacia el cielo. Curveada, la torre aparentemente más corta, casi parece que está descansando su cabeza sobre el pecho de la torre más alta.

## Galería

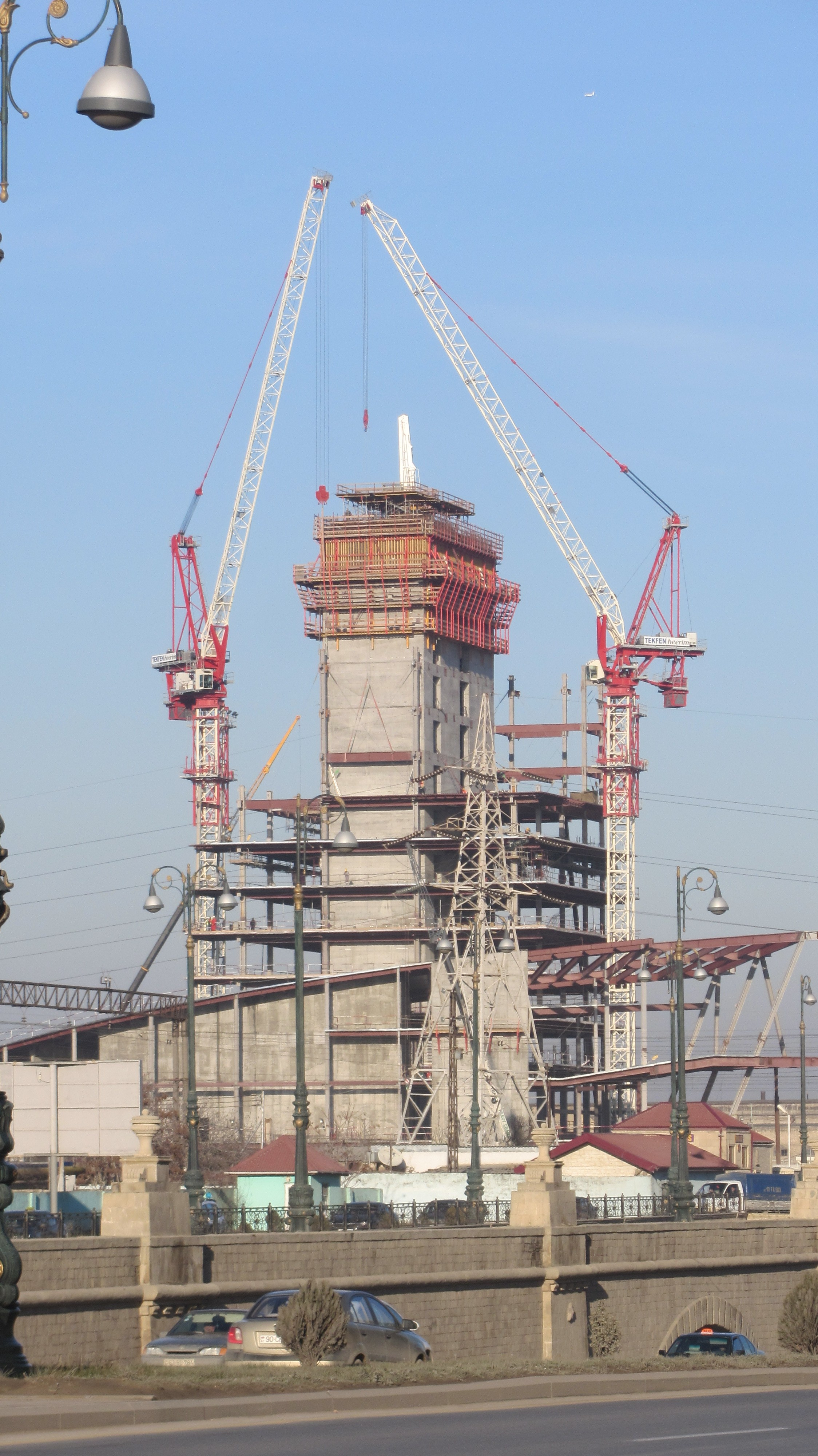
Construcción el 12 de enero de 2013; toma 1.
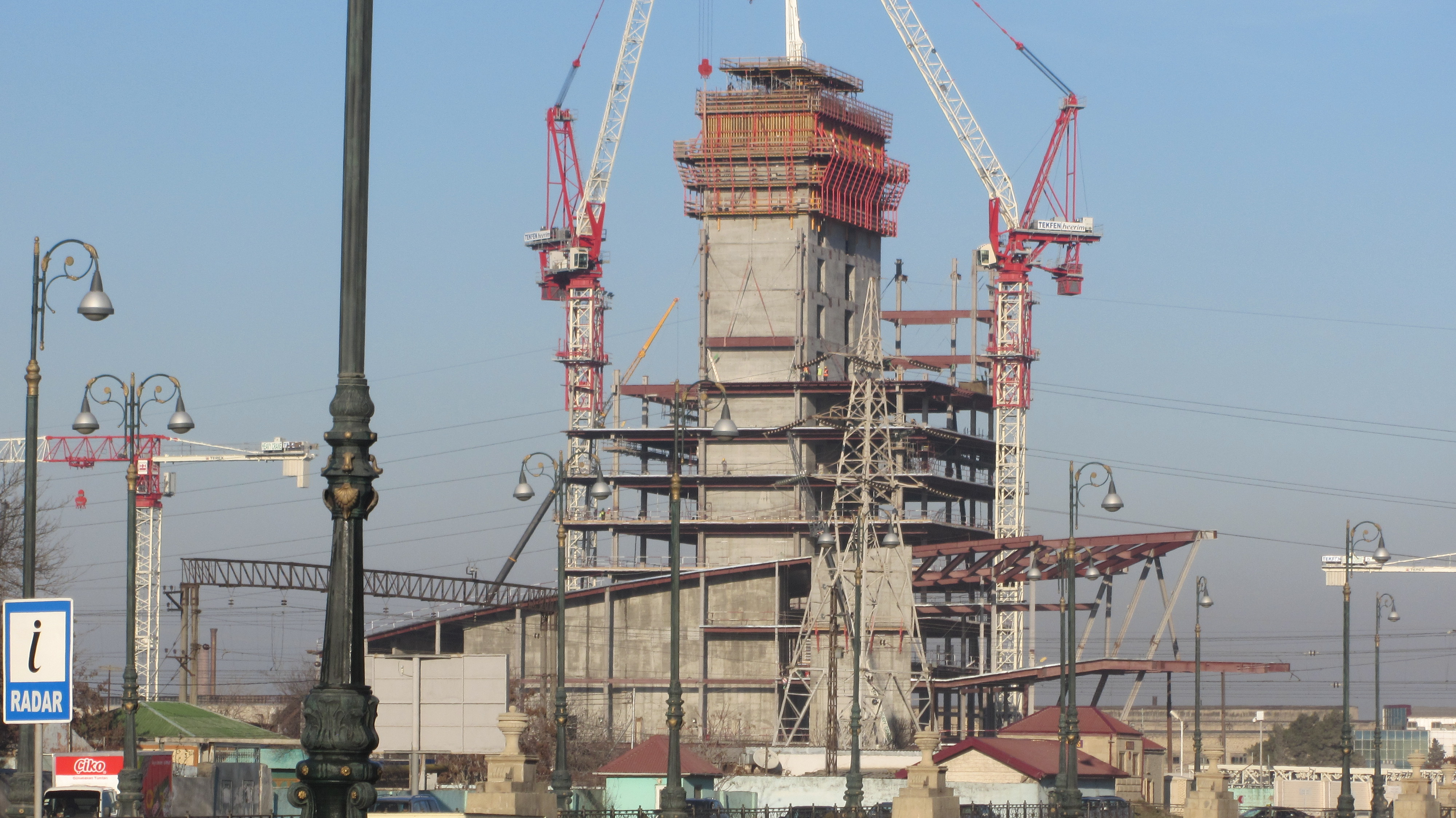
Construcción el 12 de enero de 2013; toma 2.
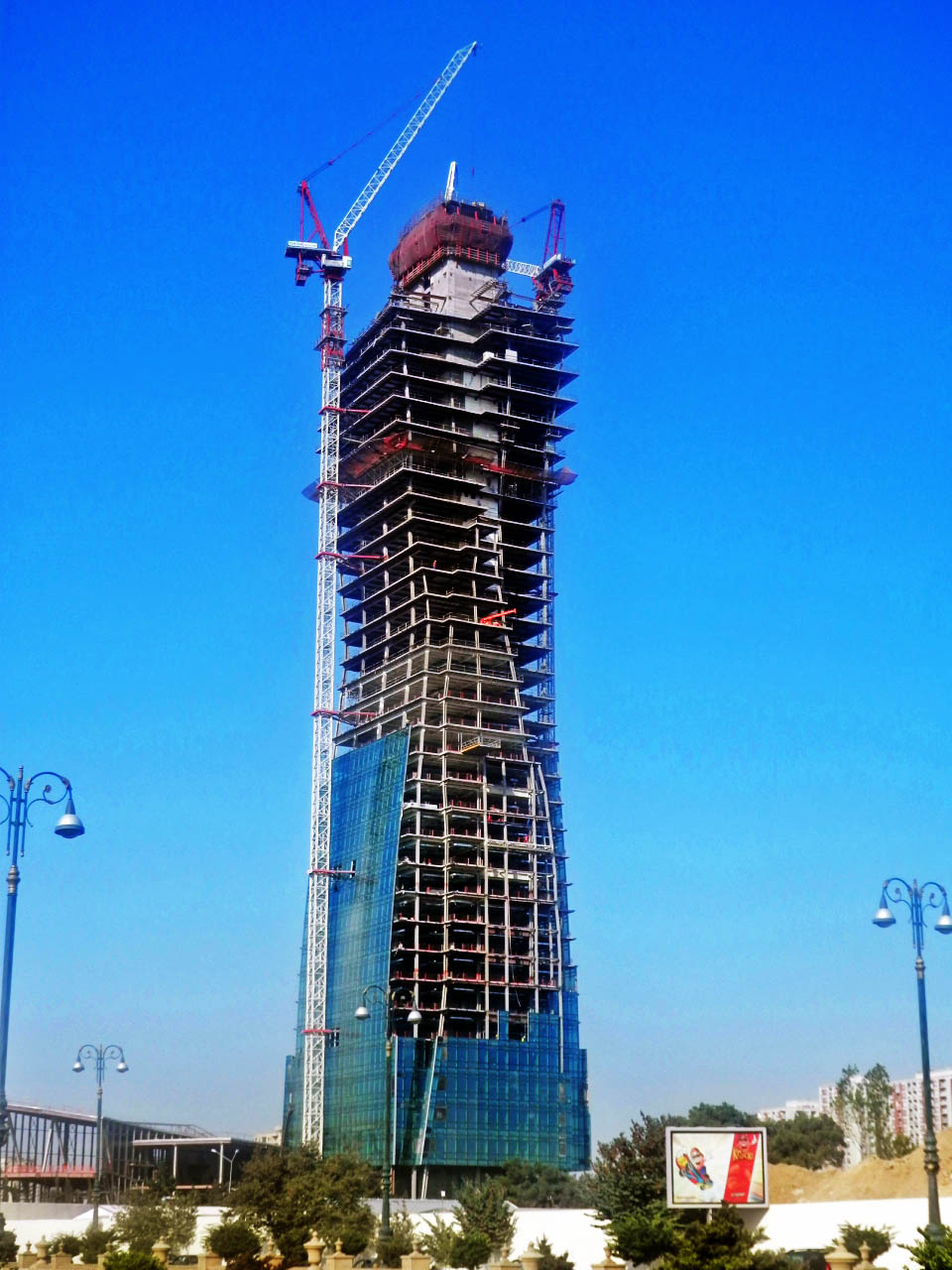
Agosto 2013: Construcción del piso 37.